# Abbaye aux Dames de Saintes
Pour les articles homonymes, voir Abbaye aux Dames.
L’abbaye aux Dames est une ancienne abbaye bénédictine située à Saintes, dans le département français de la Charente-Maritime en région Nouvelle-Aquitaine.
Établie sur la rive droite du fleuve Charente, tout près de l'ancienne basilique funéraire de l'évêque Pallais, elle doit sa fondation en 1047 au comte d'Anjou Geoffroy Martel et à sa femme Agnès de Bourgogne. L'abbaye est placée sous la protection du roi de France en 1378. Richement dotée, son influence s'étend bien au-delà des frontières du comté de Saintonge et du duché d'Aquitaine, et elle devient au fil du temps un des plus puissants monastères de femmes de tout le Sud-Ouest français.
Comptant jusqu'à cent moniales à son apogée, elle se voit confier la mission d'instruire les jeunes filles souvent issues de la noblesse française — elle compte notamment parmi ses pensionnaires la future marquise de Montespan —, elle décline peu à peu à partir du XVIIIe siècle. La Révolution en fait une prison et le Premier Empire une caserne militaire. L'église Sainte-Marie, qui tombait en décrépitude, est rachetée par la municipalité en 1924 et rendue au culte en 1939. Elle a depuis le statut d'église paroissiale au sein du diocèse de La Rochelle et Saintes, tout comme l'église Saint-Pallais toute proche, mais qui ne dépend pas de l'abbaye.
L'abbaye aux Dames se structure autour de l'église Sainte-Marie, érigée au XIIe siècle. Célèbre pour sa façade et son clocher caractéristique « en pomme de pin », elle est un des monuments emblématiques du roman saintongeais. Les bâtiments conventuels, de style classique, datent du XVIIe siècle. Ils ont été relevés par l'abbesse Françoise de Foix, après avoir durement souffert des guerres et de plusieurs incendies.
Restaurés au cours des années 1970 et 1980, ils ont été convertis en centre culturel et sont désormais au cœur de la « cité musicale ». Le Festival de Saintes, le Jeune Orchestre de l'abbaye aux Dames, un programme d'éducation artistique et le site historique de l'abbaye en sont les piliers et la source de rayonnement. La cité musicale est à la fois un lieu de formation pour les musiciens du monde entier, un lieu de spectacle et de création musicale, un lieu de spiritualité, d'hospitalité et de découvertes artistiques.
L'abbaye aux Dames est inscrite à l'inventaire supplémentaire des monuments historiques en 1948.

## Historique

### La fondation

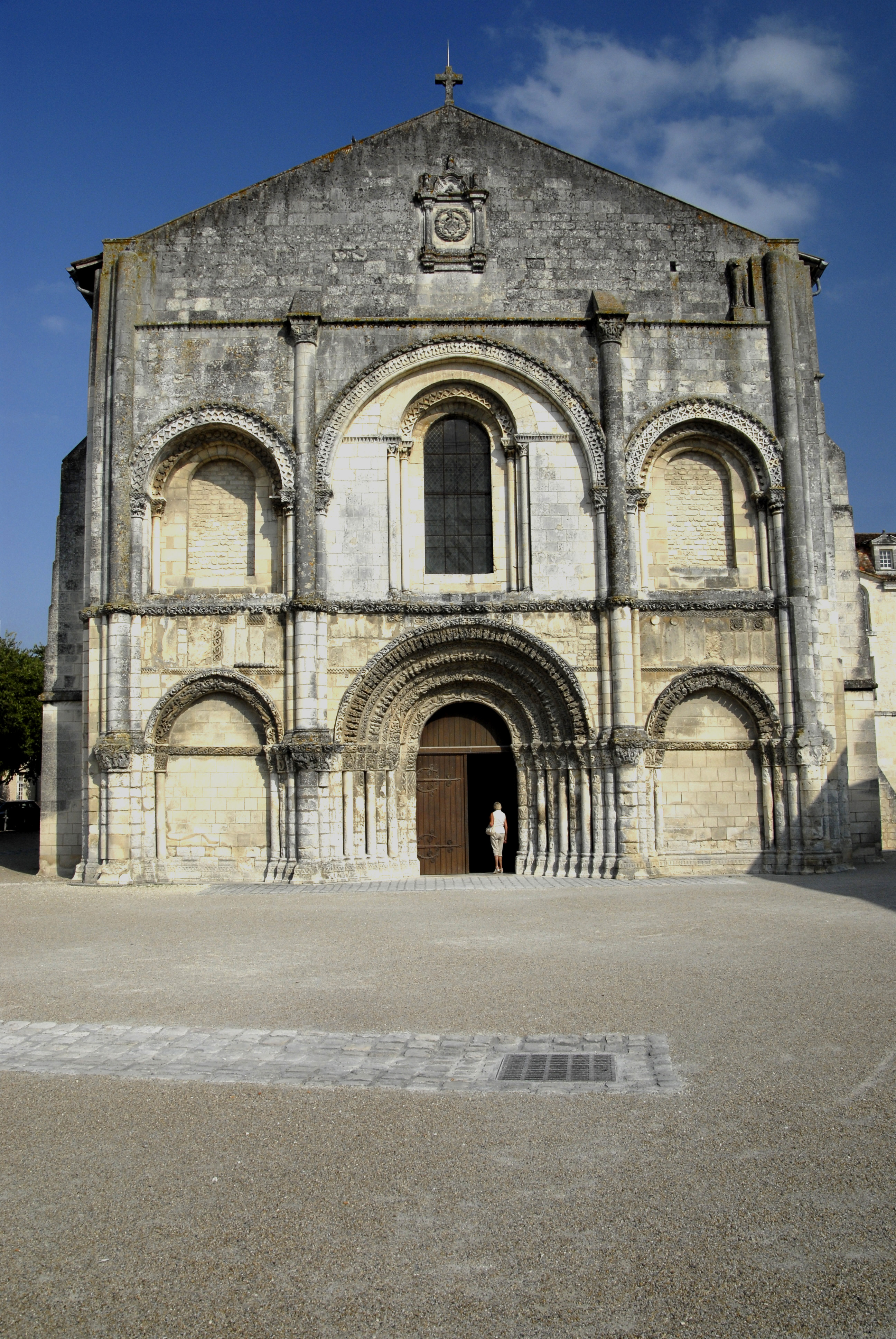
La façade de l'église abbatiale.

La fondation de cette abbaye bénédictine strictement féminine intervient en 1047 à l'initiative du comte d'Anjou Geoffroy Martel (maître de la Saintonge depuis 1036) et de son épouse Agnès de Bourgogne. Placée sous le double vocable de Notre-Dame et du Christ-Sauveur, elle est établie à proximité immédiate de l'ancienne basilique funéraire de l'évêque Palladius. La dédicace du monastère est confiée à l'archevêque de Bordeaux, en présence des archevêques de Bourges et de Besançon, des évêques de Saintes, d'Angoulême, de Périgueux, de Nantes et de Limoges, de l'évêque nommé de Poitiers et de plusieurs représentants de la noblesse locale. La première abbesse du monastère, Constance, prend possession des lieux.
Dès sa fondation l'abbaye se voit accorder terres (principalement dans la région de Marennes, riche en marais salants, dans celle de Pont-l'Abbé-d'Arnoult, couverte par la « forêt de Baconnais », ou encore dans le nord de l'île d'Oléron) et privilèges, dont celui de rendre la justice et de battre et changer la monnaie. Placé sous l'autorité directe du pape, l'abbaye devient peu à peu l'une des plus prospères de la région. Elle bénéficie au XIIe siècle des largesses de la duchesse Aliénor d'Aquitaine, parente de l'abbesse Agnès de Barbezieux. Ces libéralités contribuent au financement des travaux de la nouvelle église abbatiale.
À la tête du monastère sont placées des abbesses, généralement issues de familles nobles. Cumulant pouvoir spirituel et temporel, ces dernières obtiennent le privilège - jusque-là réservé aux évêques - de porter la crosse. Cependant, afin de montrer leur soumission au pouvoir épiscopal, elles se doivent de la tenir avec le « crosseron » dirigé vers l'intérieur.

### Une abbaye convoitée

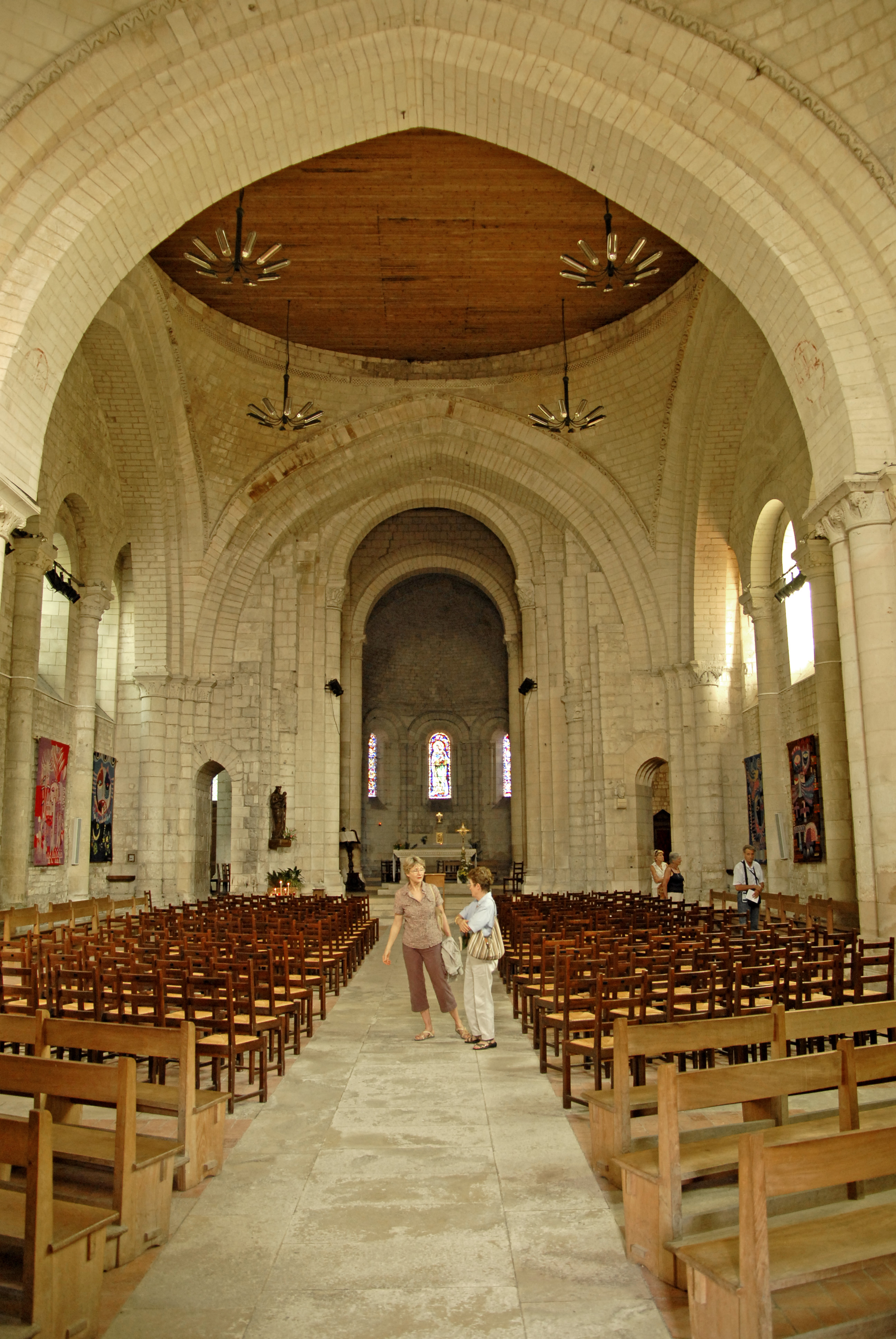
L'intérieur de la nef de l'église abbatiale.

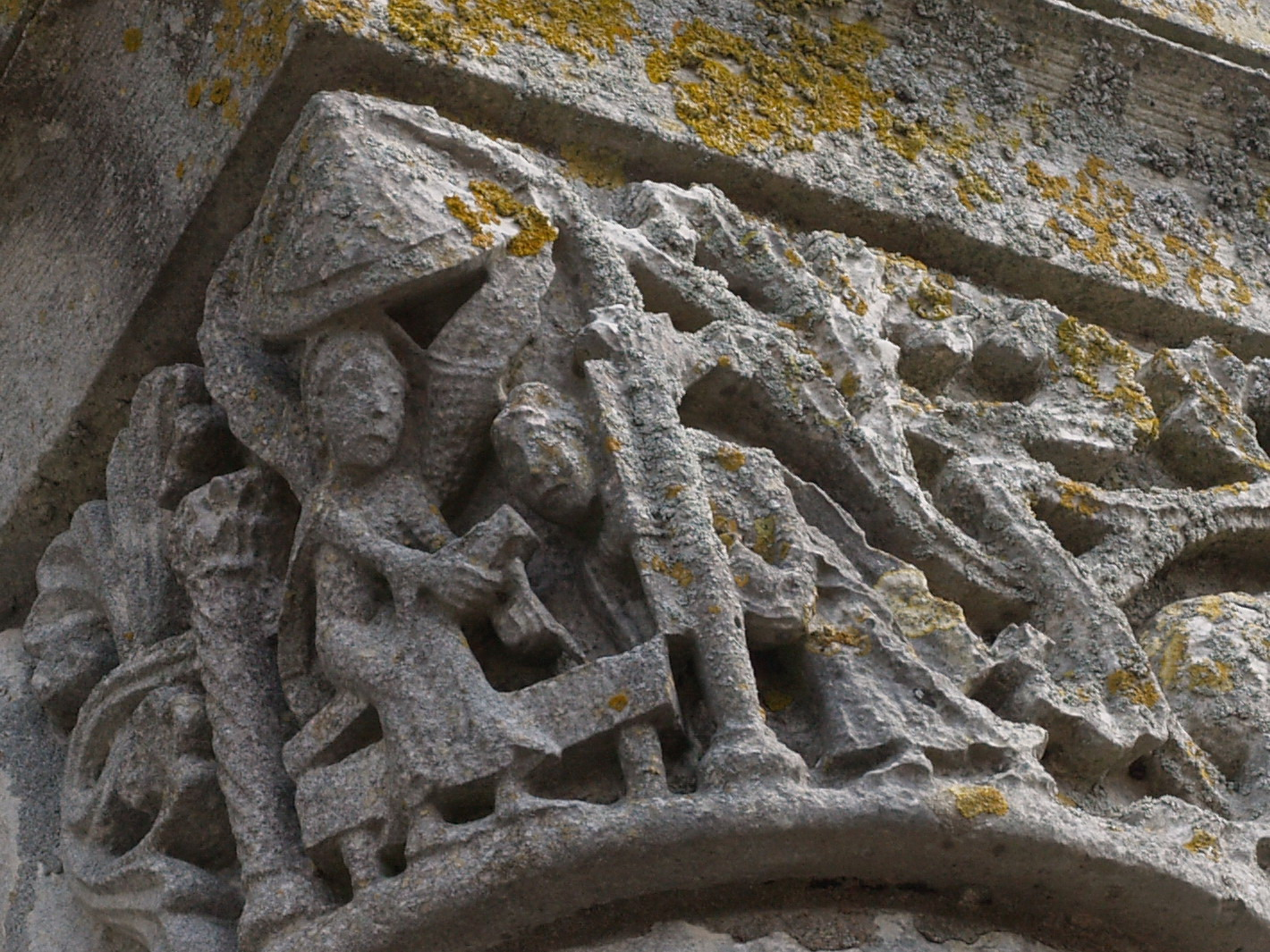
Détail d'un des chapiteaux du clocher : les saintes femmes au tombeau.

En 1259, le traité de Paris fait de la Charente une frontière entre le domaine anglo-aquitain (auquel appartient Saintes et la rive gauche) et français (auquel appartient l'abbaye). Bien que située de fait sur les terres du roi de France, ses nombreuses possessions réparties sur les terres du souverain anglais placent l'abbaye sous juridiction anglaise.
Cependant, vers 1320, l'abbesse Agnès de Rochechouart décide de se placer sous la protection du roi de France. Le roi d'Angleterre s'estime lésé par cet acte contraire aux coutumes féodales. Il porte l'affaire devant le parlement de Paris, lequel envoie des enquêteurs en Saintonge mais ne semble guère disposé à faire avancer l'affaire. Devant ce qu'il considère comme une flagrante preuve de mauvaise foi, le roi d'Angleterre porte l'affaire devant le pape, lui faisant parvenir la missive suivante :
« Je couvre de baisers pieux vos bienheureux pieds. Dans tous les temps l’abbesse du monastère de Saintes et ses prédécesseurs ont tenu immédiatement de moi et de mes ancêtres les biens temporels dépendants de leur abbaye dans mon duché de Guienne. Cependant, voilà que par une frauduleuse intrigue, sans permission de ma part et contre l’autorité des saints canons, l’abbesse de Saintes prétend tenir lesdits biens de la couronne de France, au mépris de mes titres héréditaires et au préjudice de mes droits. Je supplie donc votre clémence de daigner sévir spirituellement contre l’abbesse qui ose élever une prétention aussi injuste, afin que, retenue par la crainte d’un châtiment sévère, elle ne cherche plus à me dépouiller de ce qui m’appartient»
Faute de réponse du souverain pontife, Édouard II se décide à engager des représailles contre le monastère. Des bandes de mercenaires à la solde du parti anglais, les « Bastards », saccagent et pillent l'abbaye en 1326. Alors que les pertes de l'abbaye sont estimées à quarante mille livres, l'abbesse envoie une supplique au roi de France afin qu'il lui vienne en aide. Ce dernier accorde un secours de quatre mille livres tournois en 1328.
En 1333, à la mort de Agnès de Rochechouart, l'élection de la nouvelle abbesse donne lieu a des querelles entre deux prétendantes, Yve Vigier de Lonzac et Agnès Garnier de Blaye. Un procès est entamé et porté devant le tribunal pontifical, ne s'achevant qu'en 1342 par la nomination de Yve Vigier de Lonzac, reconnue comme abbesse à la suite du décès de son opposante.
Initialement placée sous la juridiction du Saint-Siège, l'abbaye est confiée à la protection du roi de France en 1378. Dès lors, elle prend le nom d'« abbaye royale Notre-Dame de Saintes ».

### Les guerres de Religion
Les guerres entre factions rivales privent l'abbaye d'une partie de ses revenus, plongeant celle-ci dans un profond marasme économique. En 1484, la rénovation d'une chapelle sous l'abbatiat d'Anne de Rohan semble néanmoins indiquer le retour d'une certaine prospérité.
Le déclenchement des guerres de religion met un terme au relèvement de l'abbaye. En 1568, les armées huguenotes commandées par François de Coligny d'Andelot mettent à sac les bâtiments conventuels. Dans le même temps, Tandis que Louis Ier de Bourbon-Condé ordonne la destruction complète du monastère, l'abbesse Françoise I de La Rochefoucauld convainc son frère d'intercéder en sa faveur, ce qui sauve une partie des bâtiments de la ruine. Quelques décennies plus tard, en 1608, puis une seconde fois en 1648, deux incendies ravagent le monastère. Ces sinistres déterminent l'abbesse Françoise II de Foix à entamer une grande campagne de reconstruction. La décennie 1650-1660 voit l'édification des bâtiments qui existent toujours aujourd'hui.

### Le déclin

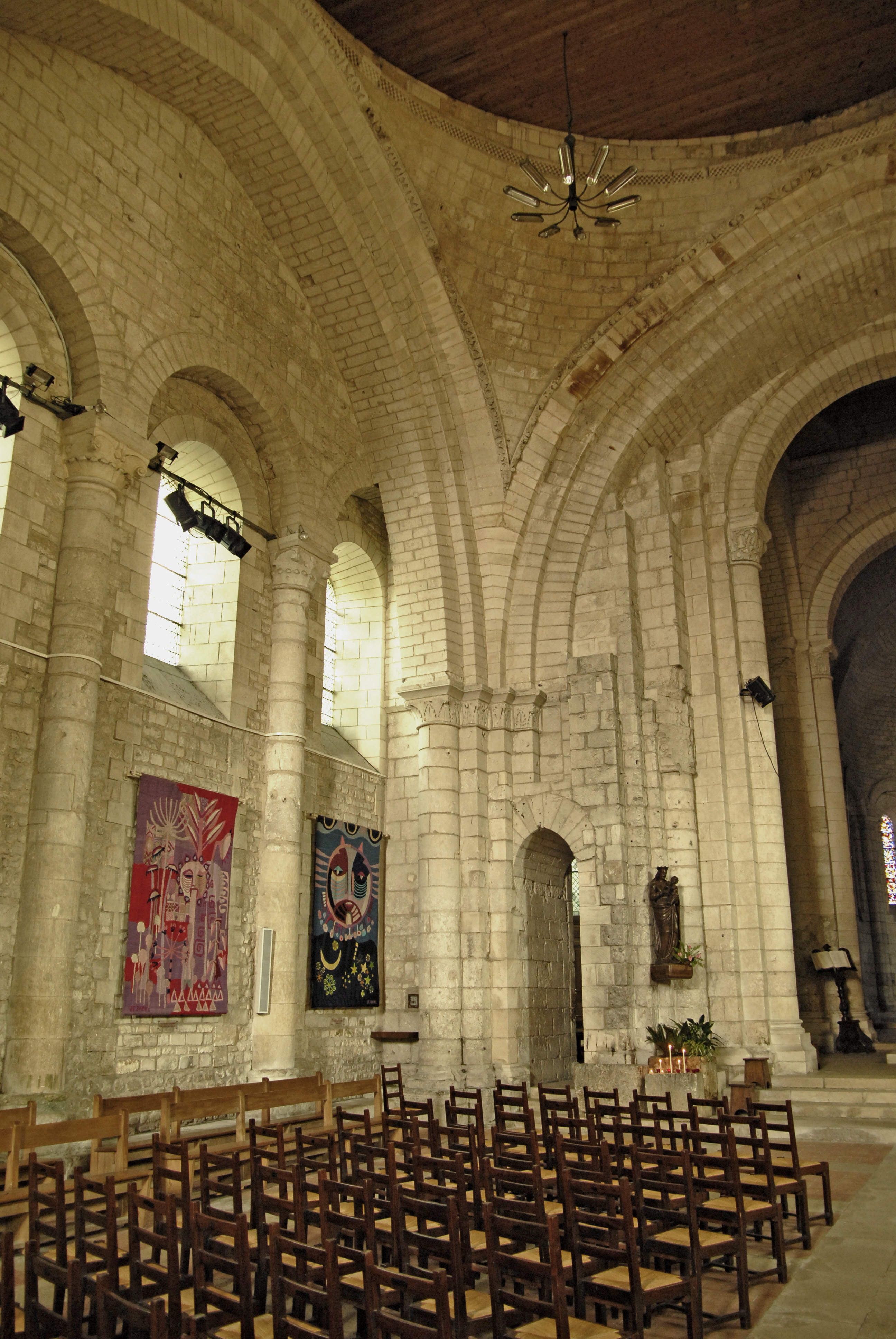
Vue interne de la nef.

Au XVIIIe siècle, l'abbaye est conduite par la princesse Marie de Durfort de Duras, puis par Marie-Madeleine de Baudéan de Parabère, qui prend sa charge en 1754. Dernière abbesse de Saintes, elle est contrainte de faire descendre les cloches de l'église abbatiale le 29 mai 1792, acte marquant symboliquement la fin de presque huit siècles d'activité monastique. Malade, elle meurt le 30 septembre de cette même année. Quelques jours plus tard, les moniales sont expulsées de l'abbaye et cette dernière est convertie en prison.
Un décret de l'empereur Napoléon Ier convertit l'abbaye en caserne militaire. Elle garde cette affectation jusqu'au début du XXe siècle. Sous le nom de « Caserne Taillebourg », elle abrite le VIe régiment d'infanterie jusqu'en 1924.
Rachetée par la ville, elle connaît ses premiers travaux de restauration cette même année, sous la direction de l'architecte des monuments historiques, Maurice Gouverneur. Les travaux s'étalent jusqu'en 1939, année durant laquelle l'église abbatiale est rendue au culte.
À la fin du mois de juin 1940, alors que les troupes allemandes déferlent sur la Charente-Inférieure, l'abbaye est aménagée en camp de transit pour les prisonniers de guerre français. Ces derniers sont transférés ultérieurement au camp de Surgères. Par la suite, les soldats de la Wehrmacht font de l'abbaye une de leurs casernes.

### Le renouveau
À l'issue de la guerre, en 1948, l'abbaye est inscrite à l'inventaire supplémentaire des monuments historiques. L'église abbatiale, classée monument historique depuis 1846, est de nouveau rendue au culte.
L'abbaye subit une nouvelle campagne de restauration durant les décennies 1970-1980, supervisée par l'adjoint à la culture Jean Rouger. Au cours de celle-ci, les bâtiments conventuels sont convertis en un pôle culturel labellisé « Centre Culturel de Rencontre ». Dans le même temps, une partie des bâtiments est aménagée en conservatoire.
En 1986, des fouilles archéologiques conduites par Christian Vernou permettent de dégager les soubassement du cloître, détruit durant l'occupation militaire de l'abbaye.
Les travaux de restauration achevés, le monastère rénové accueille en octobre 1988 le président de la République, François Mitterrand.
L'abbaye est le théâtre principal du « Festival de Saintes » qui a lieu chaque année au mois de juillet. Une partie des concerts est diffusée sur l'antenne de la station thématique de Radio France consacrée à la musique classique, France Musique.
En 2019, une équipe de l'émission Secrets d'Histoire a tourné plusieurs séquences à l'abbaye dans le cadre d'un numéro consacré à Madame de Montespan, intitulé Mme de Montespan : le grand amour du Roi-Soleil, diffusé le 9 mars 2020 sur France 3.

## Église Sainte-Marie
L'église abbatiale est caractéristique du style roman saintongeais. Elle se distingue notamment par la présence d'un clocher à base carrée, support d'une tour circulaire accostée de clochetons aux angles. Son couronnement à écailles inversées dit « en pomme de pin » rappelle l'Église Notre-Dame la Grande de Poitiers.

### Historique

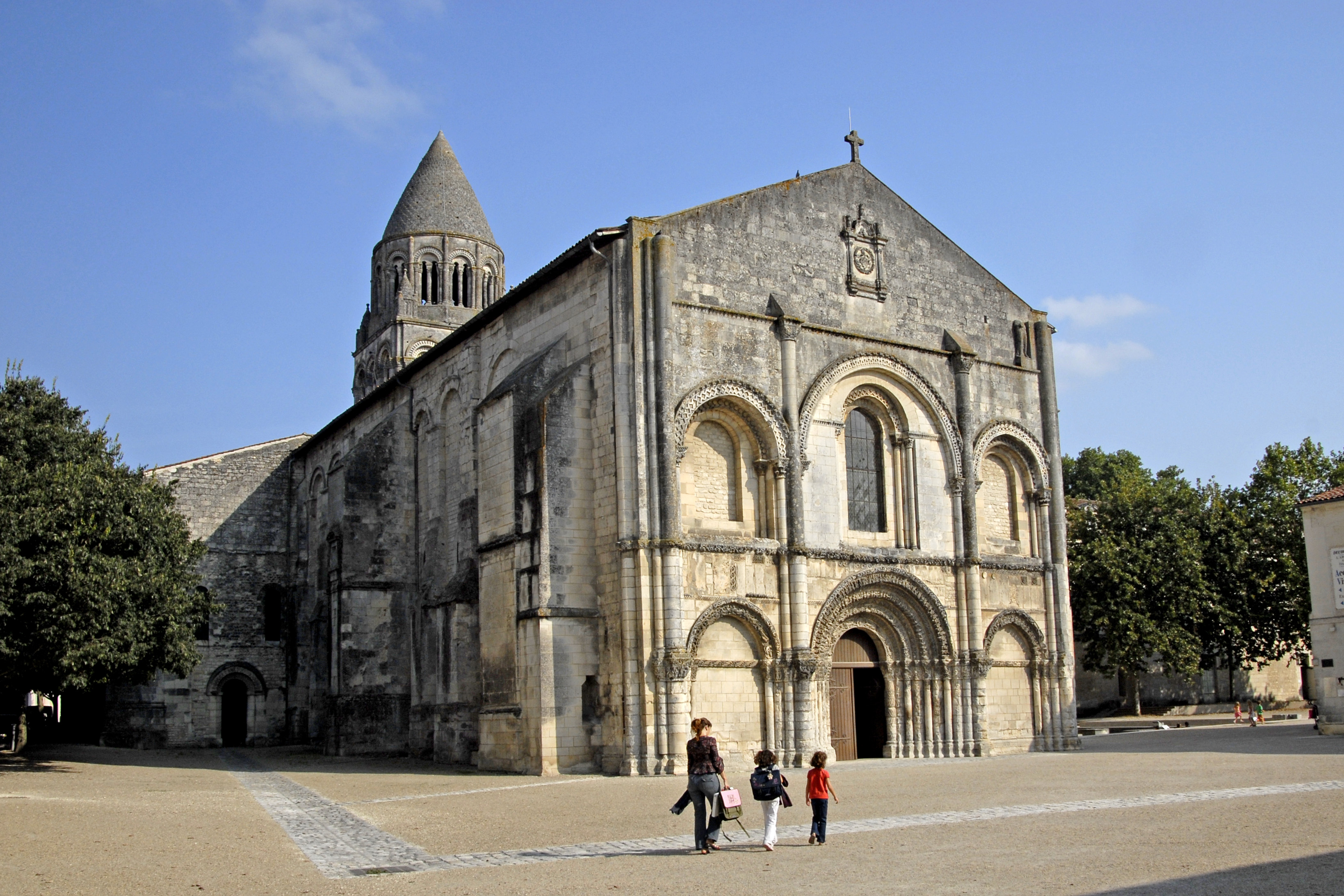
L'église abbatiale Sainte-Marie.

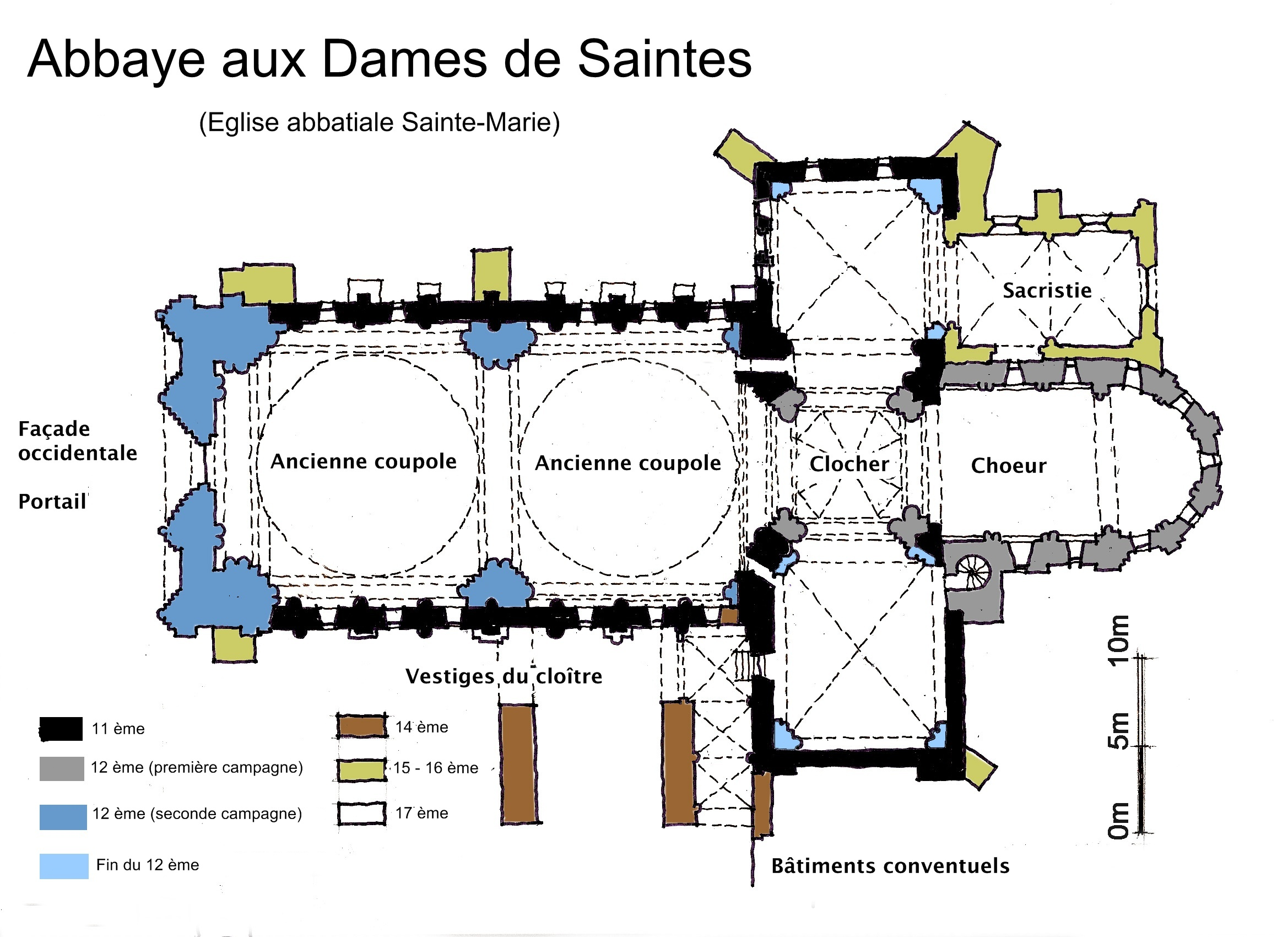
Plan de l'église abbatiale
(Cliquer pour agrandir l'image).

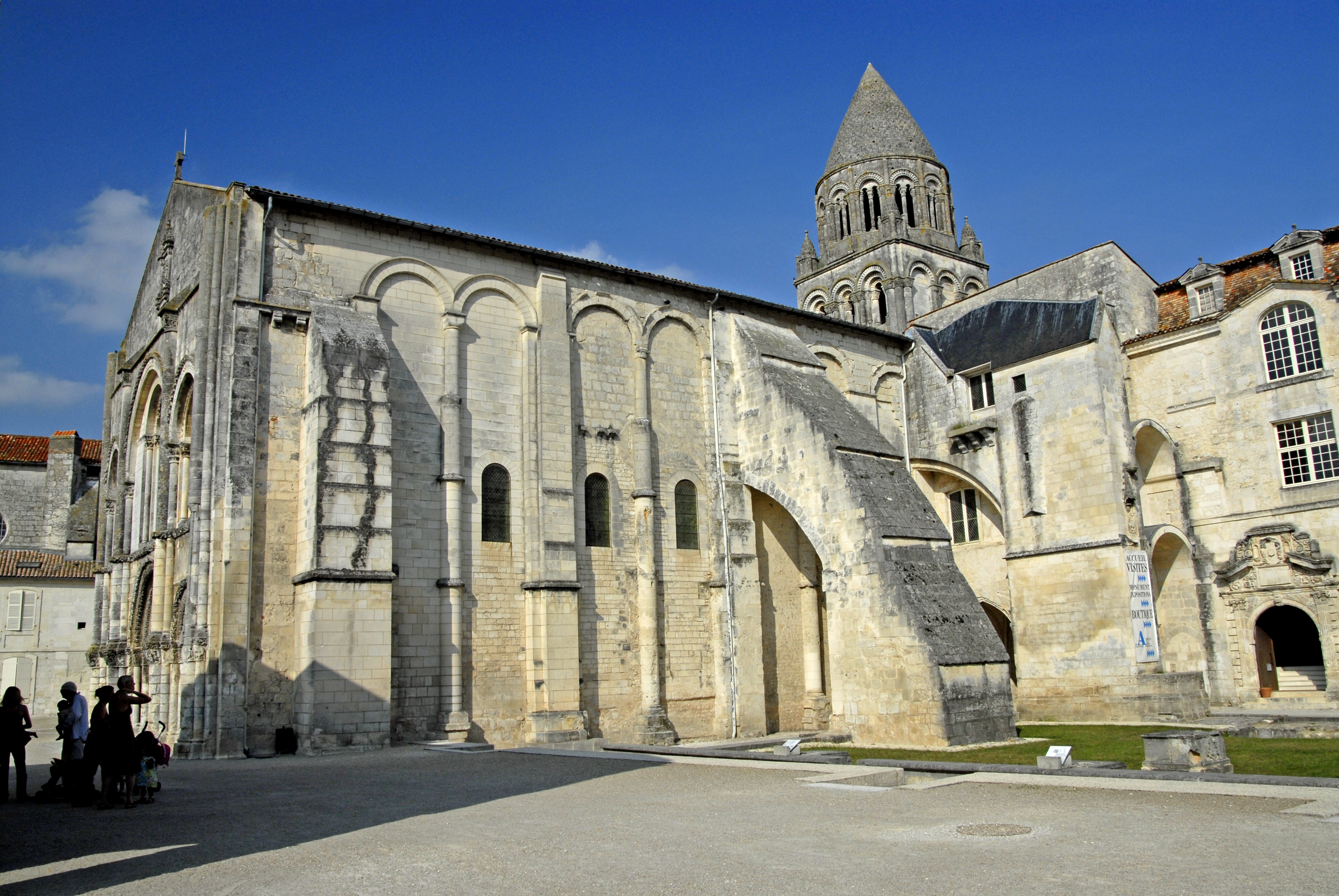
Vue latérale de l'église abbatiale.

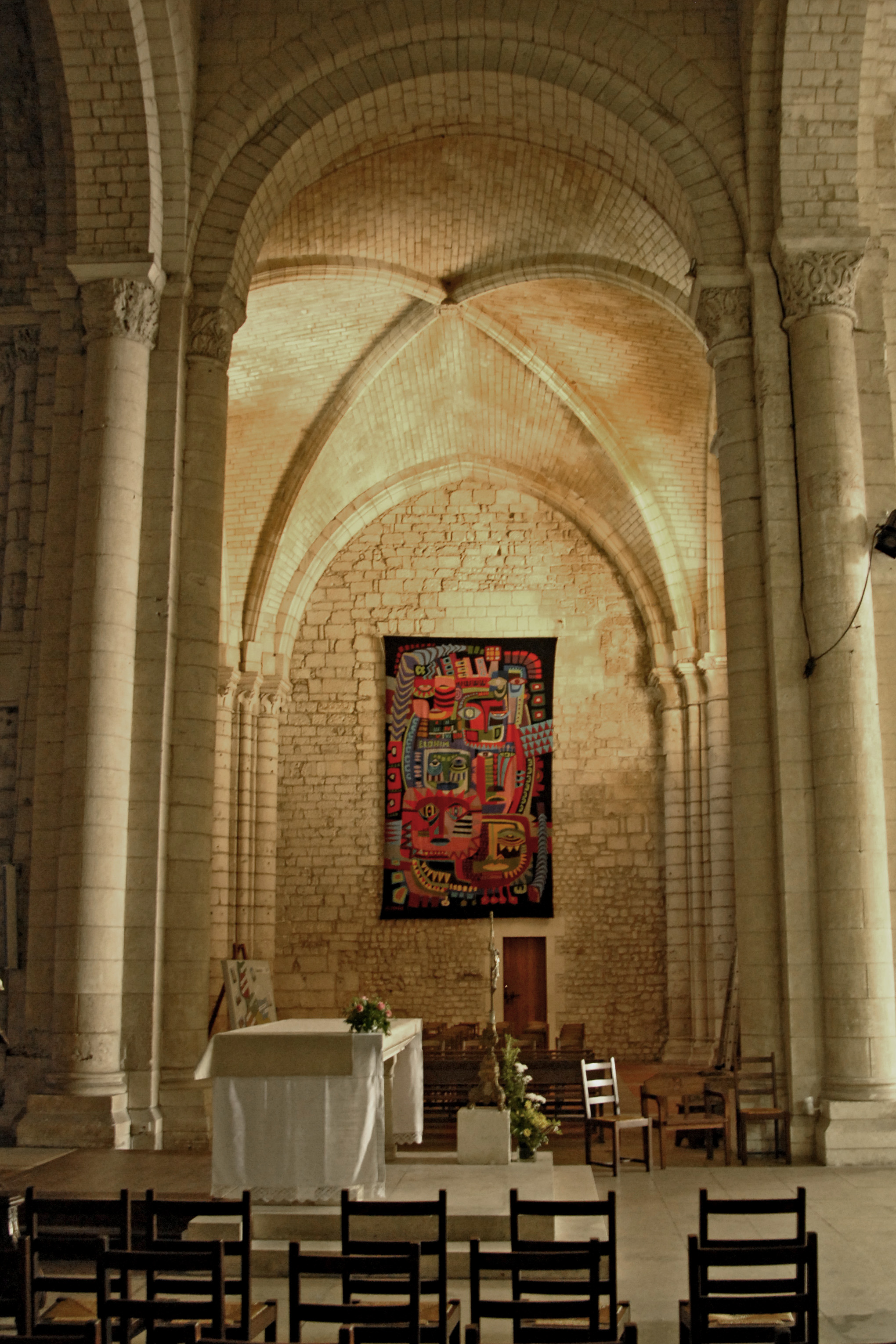
Vue intérieure du croisillon sud.

Une première église abbatiale est érigée dans la première moitié du XIe siècle. Cette dernière est solennellement consacrée le 2 novembre 1047 en présence de plusieurs prélats et de représentants de la noblesse locale, dont le comte Geoffroy Martel, fondateur de l'abbaye. Une charte postérieure de vingt ans nous apprend qu'elle est alors connue sous le vocable de « Notre-Dame-hors-les-murs », ce qui s'explique par la situation du complexe abbatial sur la rive droite de la Charente, à l'extérieur de l'enceinte urbaine.
Ce premier édifice est établi sur un plan basilical. De dimensions moindres que l'église actuelle, le sanctuaire originel est composé d'une nef divisée en trois vaisseaux d'égale hauteur, couverts d'une charpente en bois.
Une campagne de reconstruction de l'église intervient sous l'abbatiat d'Agnès de Barbezieux (1134—1174). Parente de la duchesse Aliénor d'Aquitaine, elle obtient de cette dernière des subsides lui permettant de financer les travaux prévus. Deux campagnes successives modifient totalement la structure du sanctuaire.
Ainsi, la nef est réaménagée de façon à ne plus former qu'un unique vaisseau. Les murs gouttereaux sont renforcés par de puissants piliers permettant de remplacer la charpente initiale par deux coupoles sur pendentifs, sur le modèle de celles qui s'élèvent simultanément à l'abbaye de Sablonceaux ou encore à la cathédrale d'Angoulême.
La travée occidentale est prolongée et l'édification d'une façade-écran est entamée. Les piliers de la croisée sont renforcés, cette dernière étant couverte d'une coupole sur trompes destinée à supporter le poids du clocher que l'on commence à édifier.
Enfin, dans la seconde moitié du XIIe siècle, une nouvelle campagne de travaux voit l'achèvement de la façade occidentale et le remplacement du chevet initial par une abside précédée d'une longue travée droite.
Dans le courant du XIIIe siècle, alors qu'apparaissent de nouvelles techniques de voûtement, les croisillons sont dotés de voûtes croisées. Au XVe siècle, le croisillon nord est remplacé par une chapelle de deux travées, tandis que des contreforts sont édifiés afin de prévenir un affaissement des murs.
L'église souffre de mutilations durant les guerres de religion, puis de deux sinistres qui ravagent l'abbaye durant le XVIIe siècle. Les deux coupoles de la nef s'effondrent et ne sont pas reconstruites (les pendentifs, restés en place, permettent cependant de se faire une idée de leurs dimensions).
L'église abbatiale est classé monument historique dès 1846.
Une première campagne de restauration est menée de 1924 à 1939, une seconde au cours des années 1970 et des années 1980.

### Dimensions

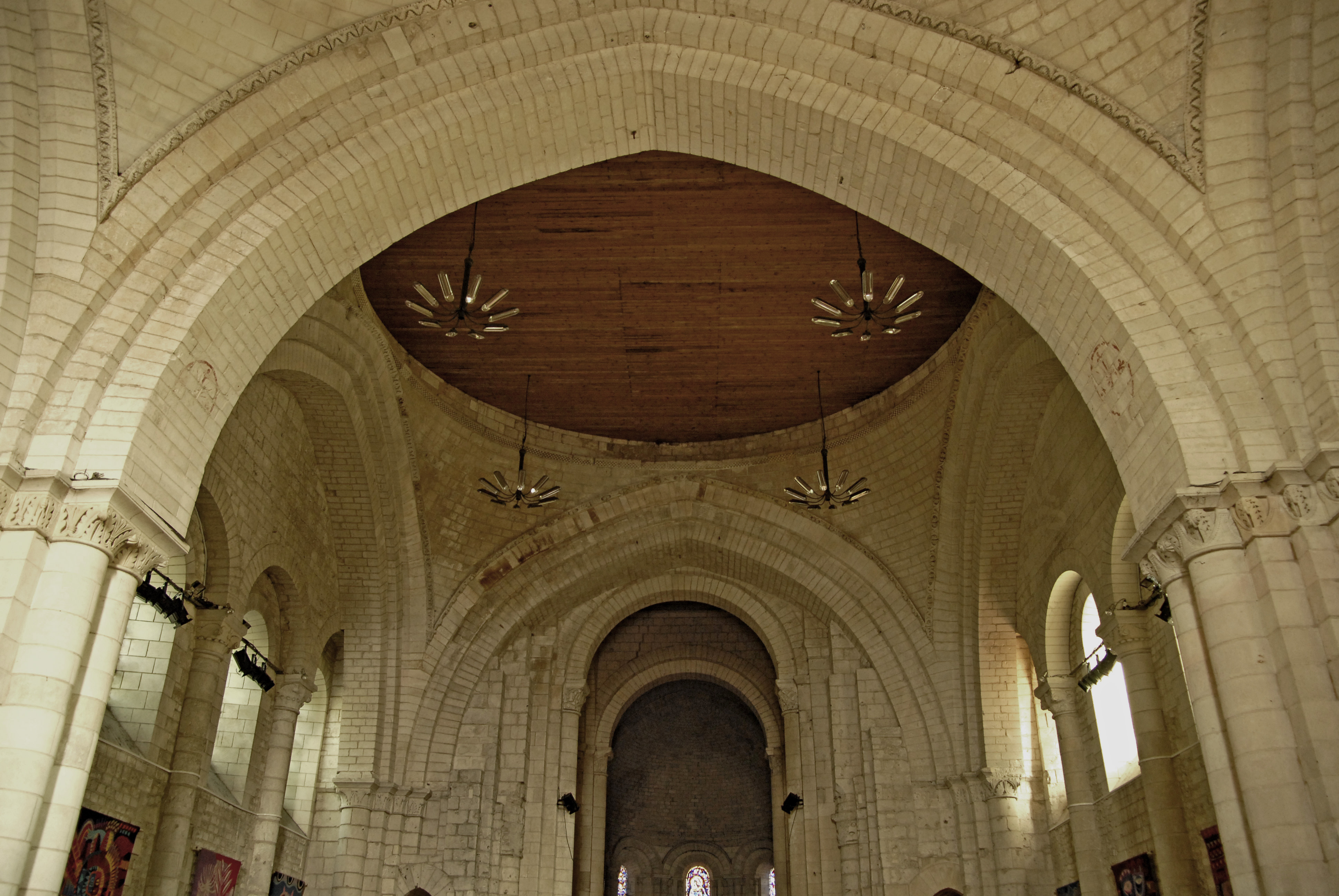
La nef de l'église abbatiale.

- Longueur totale de la nef : 28,80 mètres
- Largeur totale de la nef : 15,50 mètres
- Longueur totale du transept : 31 mètres
- Largeur totale du transept : 9,50 mètres
- Longueur totale du chœur : 14 mètres
- Largeur totale du chœur : 8 mètres

### Façade occidentale

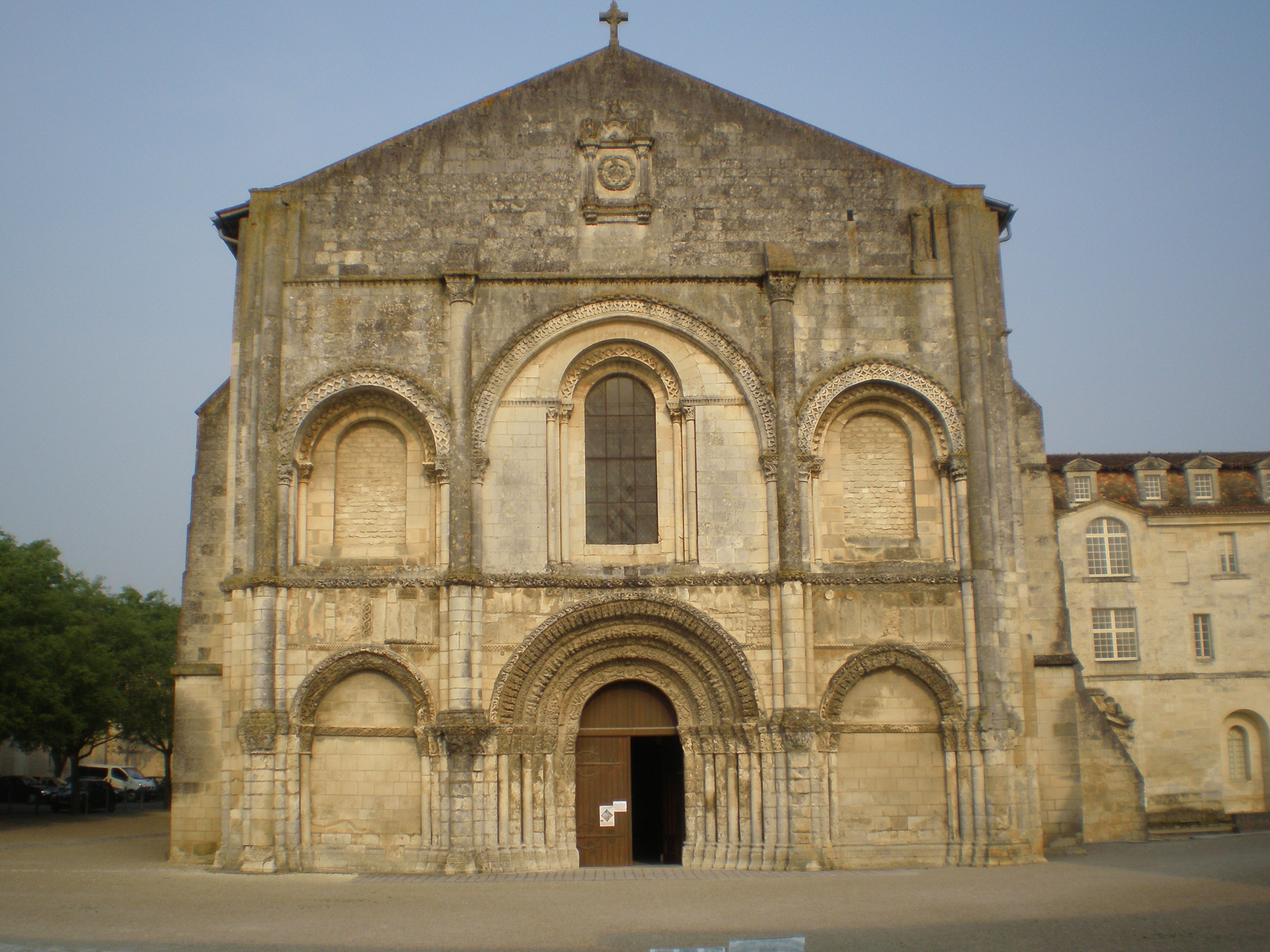
La façade occidentale de l'église Notre-Dame (XIIe siècle) présente les caractéristiques du style roman saintongeais.

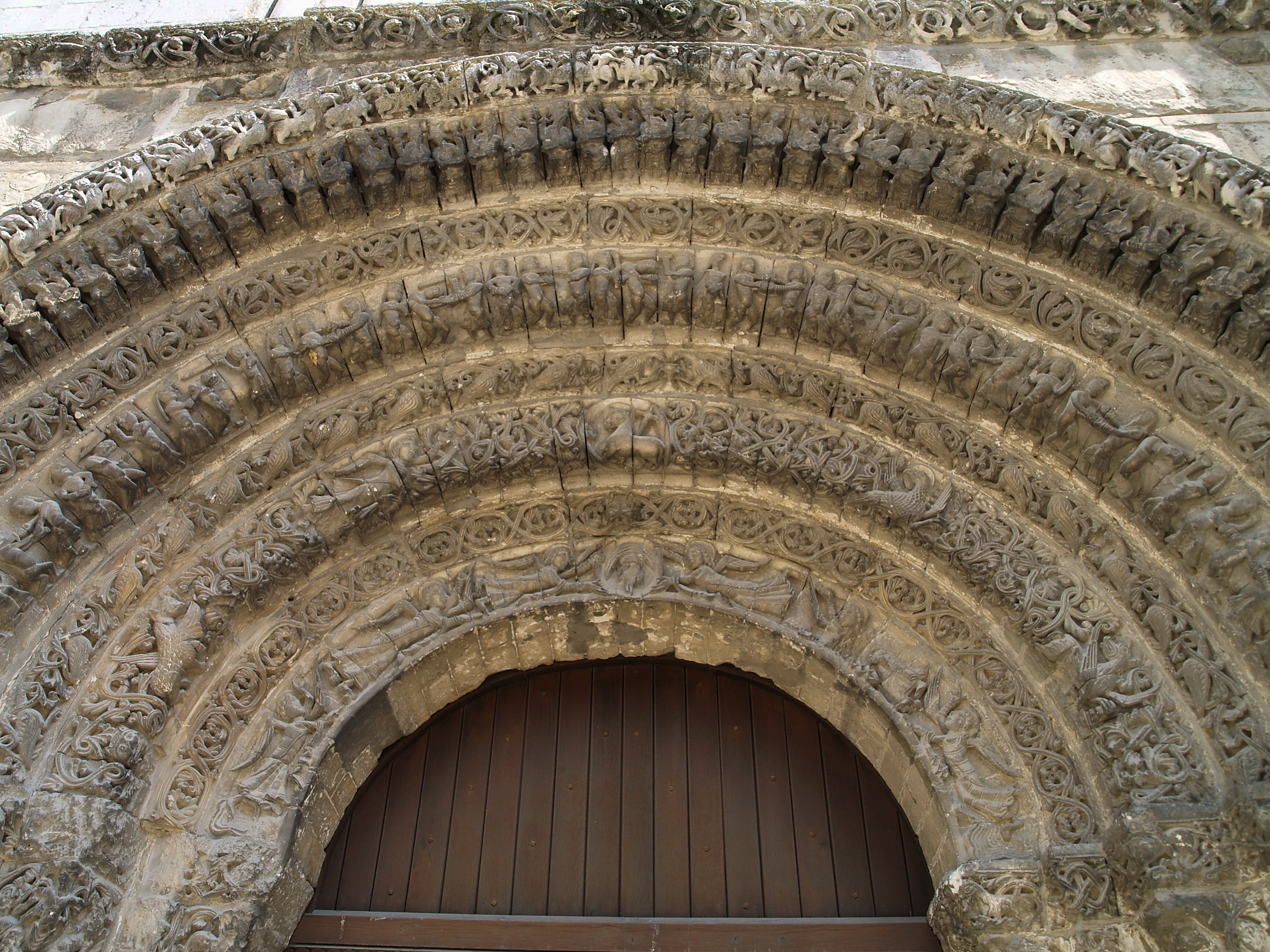
Les voussures du portail central.

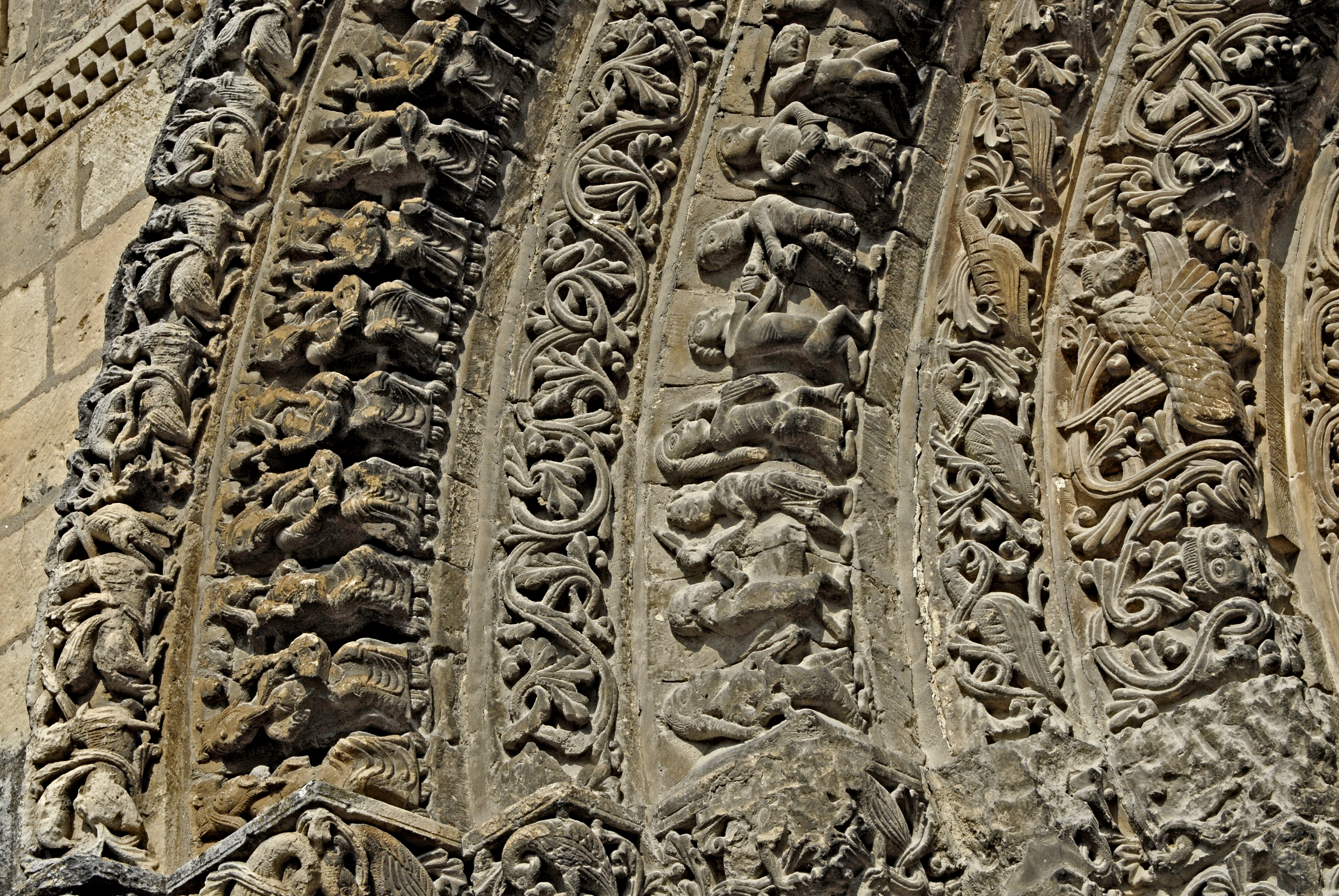
Détail des voussures du portail central.

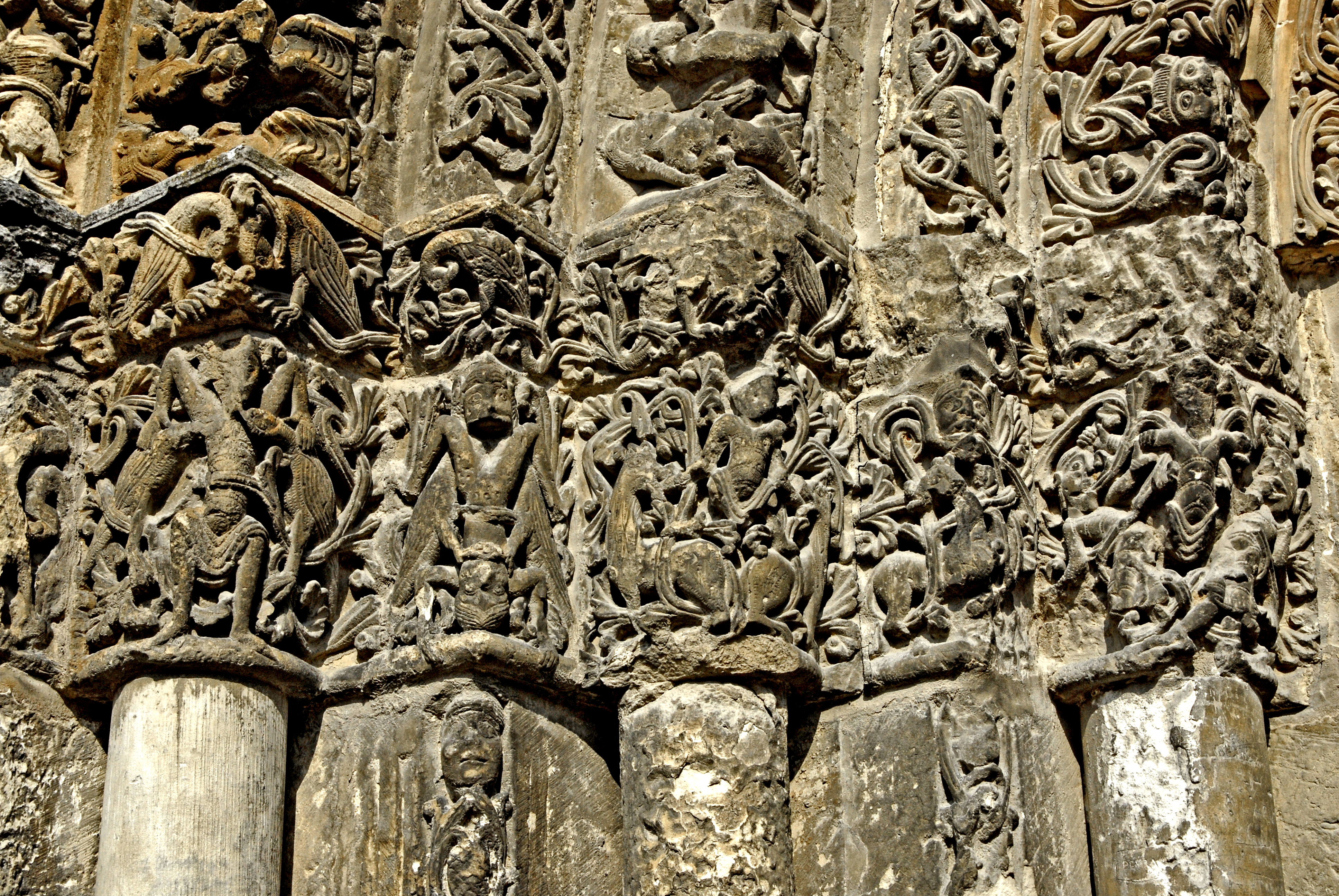
Détail des chapiteaux du portail central.

La façade occidentale est caractéristique du style roman saintongeais. Cette façade-écran tripartite, bien que mutilée lors des guerres de religion et sensiblement modifiée durant la campagne de restauration des années 1924-1939, conserve notamment un portail à quatre voussures. Les claveaux montrent les vieillards de l'apocalypse, les rois de l'ancien testament – dont David, reconnaissable à sa harpe – ou encore des représentations animalières (lions, oiseaux, dont deux buvant dans une coupe, probable allusion à l'eucharistie). La seconde voussure est ornée des symboles des quatre évangélistes entourant l'agneau pascal, symbole christique.
La voussure inférieure se distingue par ses représentations d'anges en adoration, dont deux portant une nuée d'où surgit la main de Dieu, laquelle fait un geste de bénédiction en direction des fidèles pénétrant dans le sanctuaire.
Le portail est flanqué de deux arcades où dominent le thème de la rédemption et du jugement dernier. L'arcade de droite représente ainsi la Cène, tandis que celle de gauche montre notamment le Christ accueillant les âmes. Contrairement à l'habitude, celles-ci sont exclusivement présentées sous des traits féminins, ce qui s'explique par la nature même de cette abbaye.
À l'origine, une longue frise semble avoir couru le long de la façade, au-dessus des arcades du premier niveau. Elle est sans doute « bûchée » lors des guerres de religion ou durant la Révolution.
Une épitaphe en latin relevée en 1675 par dom Claude Estiennot indique le nom du probable maître d'œuvre de cette façade, un artiste nommé Béranger.
L'arcade supérieure gauche abritait autrefois une statue équestre de l'empereur Constantin, aujourd'hui disparue.
Le fronton est la partie la plus récente de la façade. Il est reconstruit à la fin du XVIe siècle, sous l'abbatiat de Françoise Ier de La Rochefoucauld, laquelle prend en charge la réparation de l'église endommagée par les huguenots. L'écusson qui s'y trouve est celui de la maison de La Rochefoucauld.

### Clocher

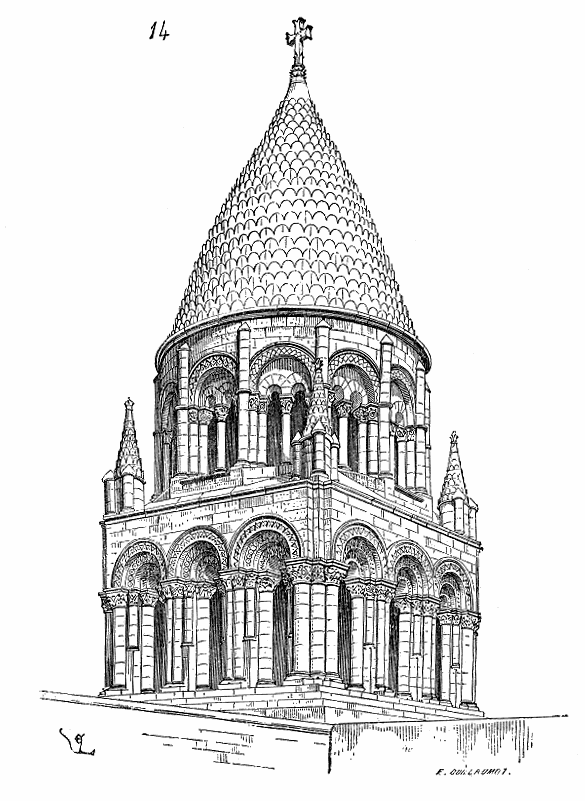
Le clocher par Eugène Viollet-le-Duc.

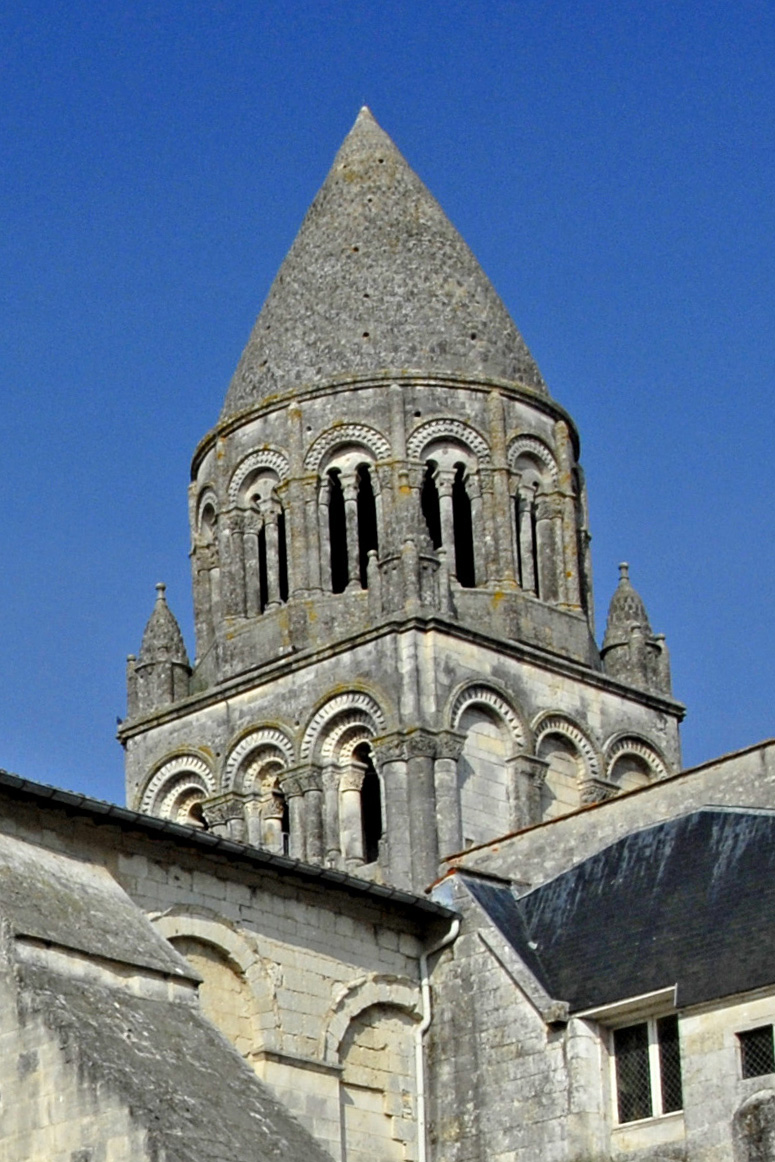
Le clocher dit « en pomme de pin ».

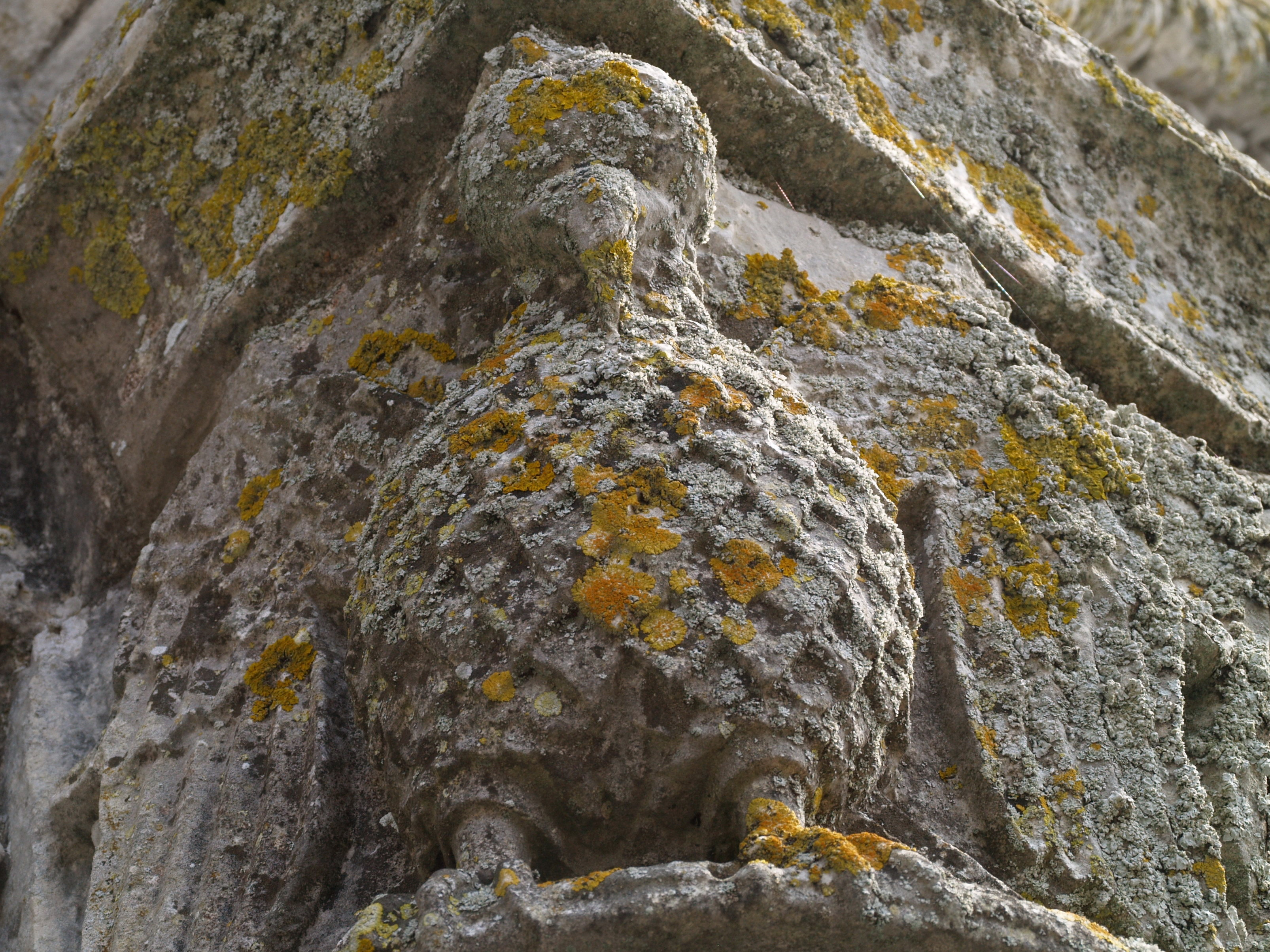
Détail d'un des chapiteaux du clocher : le phénix.

Le clocher s'élève à la croisée du transept. Formé de deux étages prenant appui sur une souche en pierre de taille, il passe d'un plan carré à un plan circulaire. Les quatre faces de la partie inférieure accueillent des baies encadrées d'arcades, tandis que le tambour cylindrique du second niveau est percé d'une série de douze baies géminées.
Le couronnement du clocher, formé d'une flèche à écaille dite « en pomme de pin » s'inspire des monuments funéraires de l'Antiquité.
D'un point de vue symbolique, le passage du plan carré au plan circulaire indique le passage de la vie terrestre à la vie spirituelle.
Le clocher comporte un abondant décor sculpté, illustratif de l'art roman saintongeais. Les chapiteaux sont ornés de motifs végétaux ou géométriques, de scènes religieuses, d'animaux fabuleux tels le phénix, symbole de résurrection.
Le clocher n'abrite aujourd'hui plus aucune cloche. La cloche utilisée par la paroisse se trouve à quelques dizaines de mètres, dans le petit clocher de l'église Saint-Pallais.

## Bâtiments conventuels
Les bâtiments actuels sont reconstruits dans la seconde partie du XVIIe siècle sous l'abbatiat de Françoise de Foix. Dans le prolongement du croisillon sud s'élève un corps de bâtiment en équerre cantonné d'échauguettes, œuvre de l'architecte Jacques Guérinet. On y accède par un portail de style maniériste qui s'ouvrait autrefois sur le cloître, lequel est rasé durant la période d'occupation militaire de l'abbaye. Seules quelques arcades gothiques et une partie des soubassements demeurent visible de nos jours : ils sont le résultat d'une campagne de fouilles intervenue en 1986 sous la supervision de l'historien Christian Vernou.
Les différents étages du bâtiment principal sont desservis par un escalier monumental. Au premier étage, à la gauche du grand escalier, un passage mène à une tribune donnant sur l'église abbatiale. Cette tribune était conçue pour permettre à l'abbesse ainsi qu'aux moniales malades ou âgées de suivre les offices religieux. Un petit logis attenant au bâtiment principal accueille les anciens appartements de l'abbesse. Ces derniers se composent d'une pièce principale rectangulaire garnie de voûtes croisées et de deux annexes plus petites.

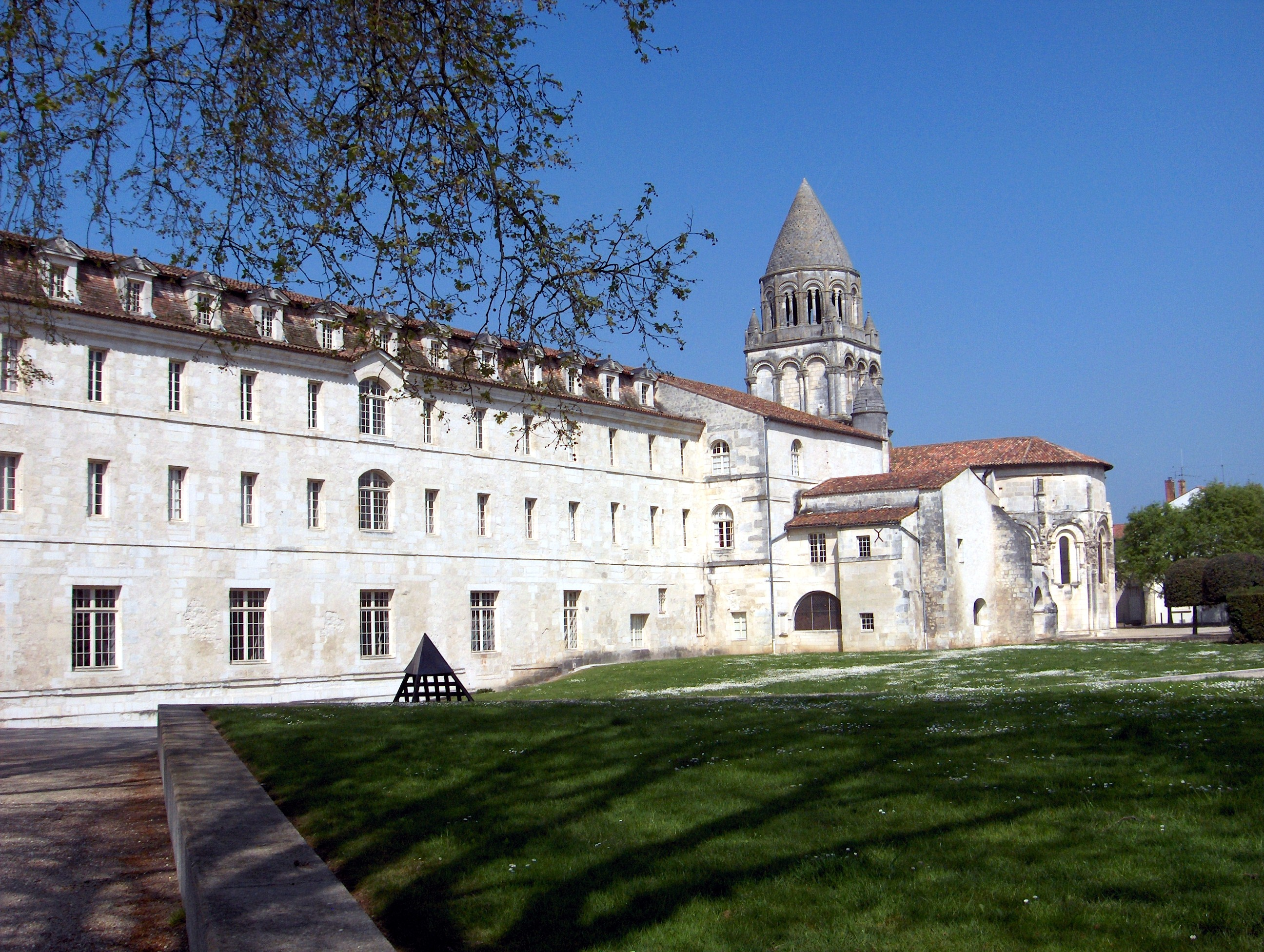
L'abside de l'église abbatiale et une partie des bâtiments conventuels.

L'essentiel du bâtiment principal servait de dortoir aux moniales. Une série de cellules de dimensions variables s'articulent autour d'un long corridor central voûté en anse de panier, cette configuration étant commune aux deux étages du bâtiment. Toutes les cellules sont voûtées en arc de cloître, afin de parer aux risques de propagation des flammes en cas d'incendie. Au XVIIe siècle, la règle de l'abbaye imposait aux religieuses de dormir sans de dévêtir ; les portes ne devaient pas être fermées à clef. Les cellules ne pouvaient être meublées que d'un lit, d'une table, d'un écrin et d'un crucifix.
Le rez-de-chaussée accueille la salle capitulaire. Cette pièce était le lieu de réunion des moniales qui venaient y écouter l'abbesse lire des chapitres de la Règle de saint Benoît. Attenant à celle-ci, l'ancien réfectoire surmonte un cellier voûté.
Au sud du cloître s'étendait autrefois un jardin d'agrément, aujourd'hui converti en une cour. Un puits datant du XVIe siècle se trouve en son centre.

## Le porche monumental

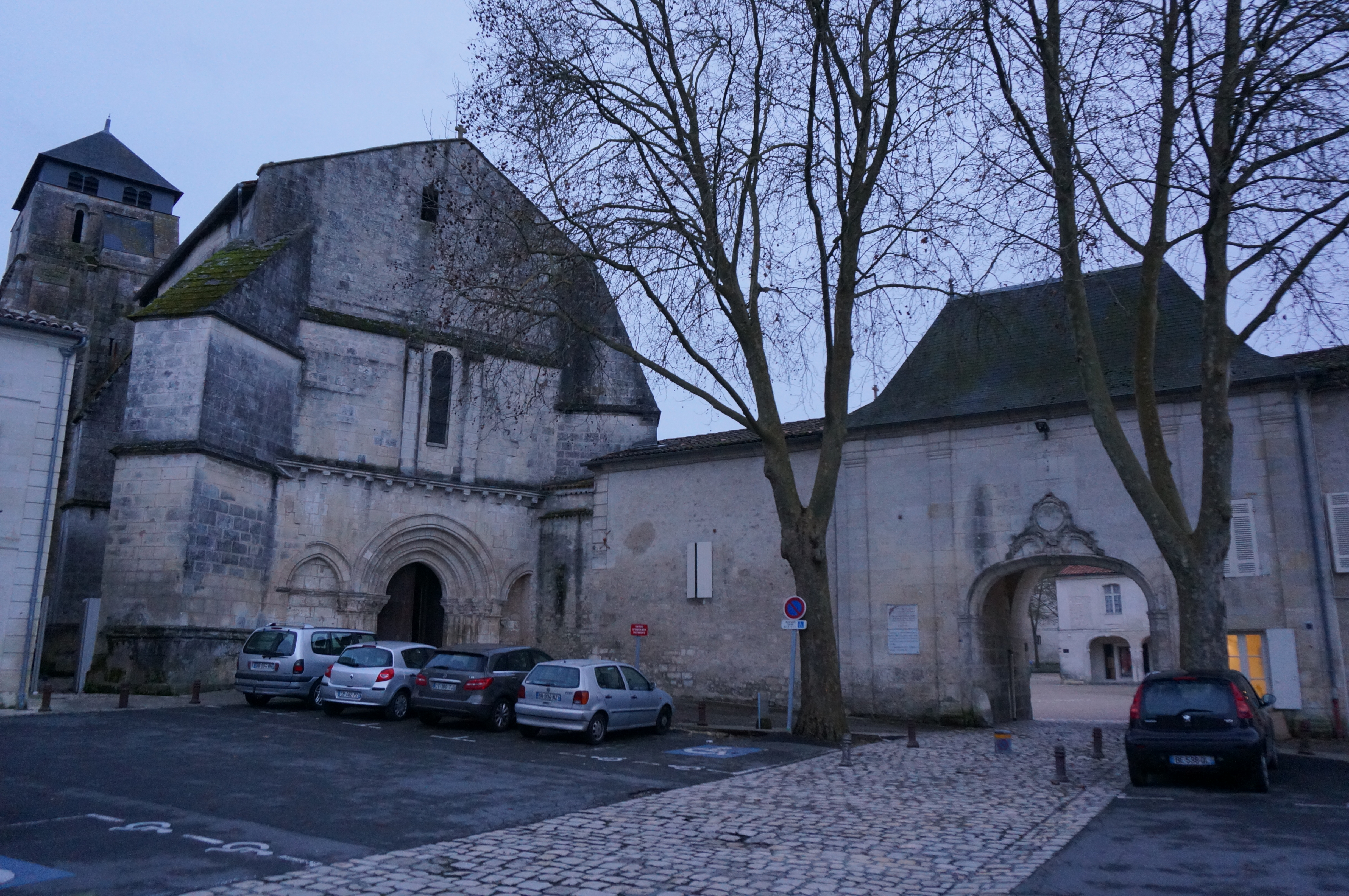
Sur la gauche le portail de Saint-Pallais et à droite le porche monumental.

Le porche monumental permet de relier le parvis de l'église Saint-Pallais (autrefois occupé par un cimetière) à la cour centrale de l'abbaye, bordée par l'église abbatiale et les bâtiments de l'ancienne hostellerie. Édifié au XVIIIe siècle, il présente un décor de style rocaille.
Une plaque commémorative rappelle la visite en ces lieux du président de la République François Mitterrand en 1988.

## Les abbesses de Saintes

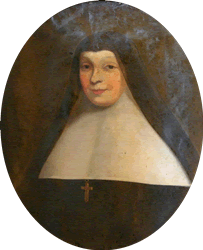
Françoise II de Foix-Gurson, abbesse de 1606 à 1666.

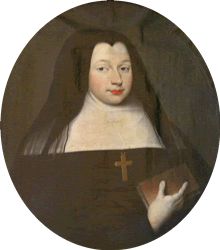
Françoise III de Foix-Gurson, abbesse de 1666 à 1686.

Au moins trente abbesses se succèdent sur la chaire abbatiale de Saintes de 1047 à 1792.
Connues sous le nom générique de « Madame de Saintes », leur pouvoir est à la fois spirituel et temporel. Elles partagent avec l'évêque le droit de porter la crosse, symbole d'autorité. La plupart des abbesses de Saintes sont issues de familles nobles.
- 1047-1066 : Constance
- 1066-1079 : Lethburge
- 1079-1100 : Arsende Burne
- 1100-1118 : Florence
- 1119-1137 : Sybille
- 1137-1174 : Agnès Ire de Barbezieux
- 1174-1220 : Aldeburge
- 1220-1230 : Théophanie Ire
- 1230-1244 : Hillaire Ire
- 1244-1280 : Yve Ire
- 1280-1292 : Hillaire II de Borne
- 1292-1300 : Théophanie II
- 1300-1311 : Orable du Vigier
- 1311-1333 : Agnès II de Rochechouart
- 1333-1344 : Yve II du Vigier de Lonzac
- 1344-1352 : Hillaire III
- 1352-1366 : Adélaide de Rochechouart
- 1366-1368 : Marguerite Ire
- 1368-1421 : Agnès III de Rochechouart
- 1421-1438 : Marguerite II de Pennevayre
- 1438-1484 : Jeanne Ire de Villars
- 1484-1523 : Anne de Rohan
- 1523-1544 : Blanche de La Rocheandry
- 1544-1559 : Jeanne II de La Rochefoucauld
- 1559-1606 : Françoise Ire de La Rochefoucauld
- 1606-1666 : Françoise II de Foix-Gurson
- 1666-1686 : Françoise III de Foix-Gurson
- 1686-1725 : Charlotte de Caumont-La Force de Lauzun
- 1725-1754 : Marie I de Durfort-Civrac de Duras
- 1754-1792 : Marie II Madelaine de Beaudéan de Parabère